# 成寿寺 (东城区)
成寿寺，位于北京市东城区柏树胡同21号，是一座汉传佛教寺院。

## 简介
成寿寺原位于柏树胡同21号，坐北朝南，主要建筑有山门、三世皇殿、毗卢殿、后殿。东配殿是关帝殿，西配殿是观音殿，西部还有多个跨院，规模很大。1987年10月，成寿寺被拆除，在原址兴建松鹤大酒店。成寿寺内的皇帝敕谕碑被运到东城区文化文物局（位于西总布胡同27号）院内保存。该碑为成寿寺庙产四至碑，立于明朝正德二年（1507年）。
成寿寺是智化寺京音乐流布的寺庙之一。京音乐流布的北京寺庙主要有：
- 智化寺：朝阳门内禄米仓胡同东口
- 广济庵：朝阳门外东大桥
- 天仙庵：朝阳门外吉市口五条
- 地藏庵：朝阳门内大街路南
- 弥勒院：朝阳门外大街
- 水月庵：朝阳门外吉市口二条
- 昭宁寺：东单礼士胡同
- 成寿寺：东单柏树胡同
- 九顶娘娘庙：北新桥二条东口
- 普贤寺：东直门外东中街
- 下弥勒庵：崇文门外东晓市
- 关帝庙：崇文门外花市中四条
- 火神庙：祟文门外板厂
- 夕照寺：崇文门外夕照街
- 天龙寺：崇文门外中国强胡同东口

京音乐有《成寿寺旧谱》留存至今，包括管乐谱139曲、法器谱48曲，抄谱者及年代不详。